# ناگاتاچو

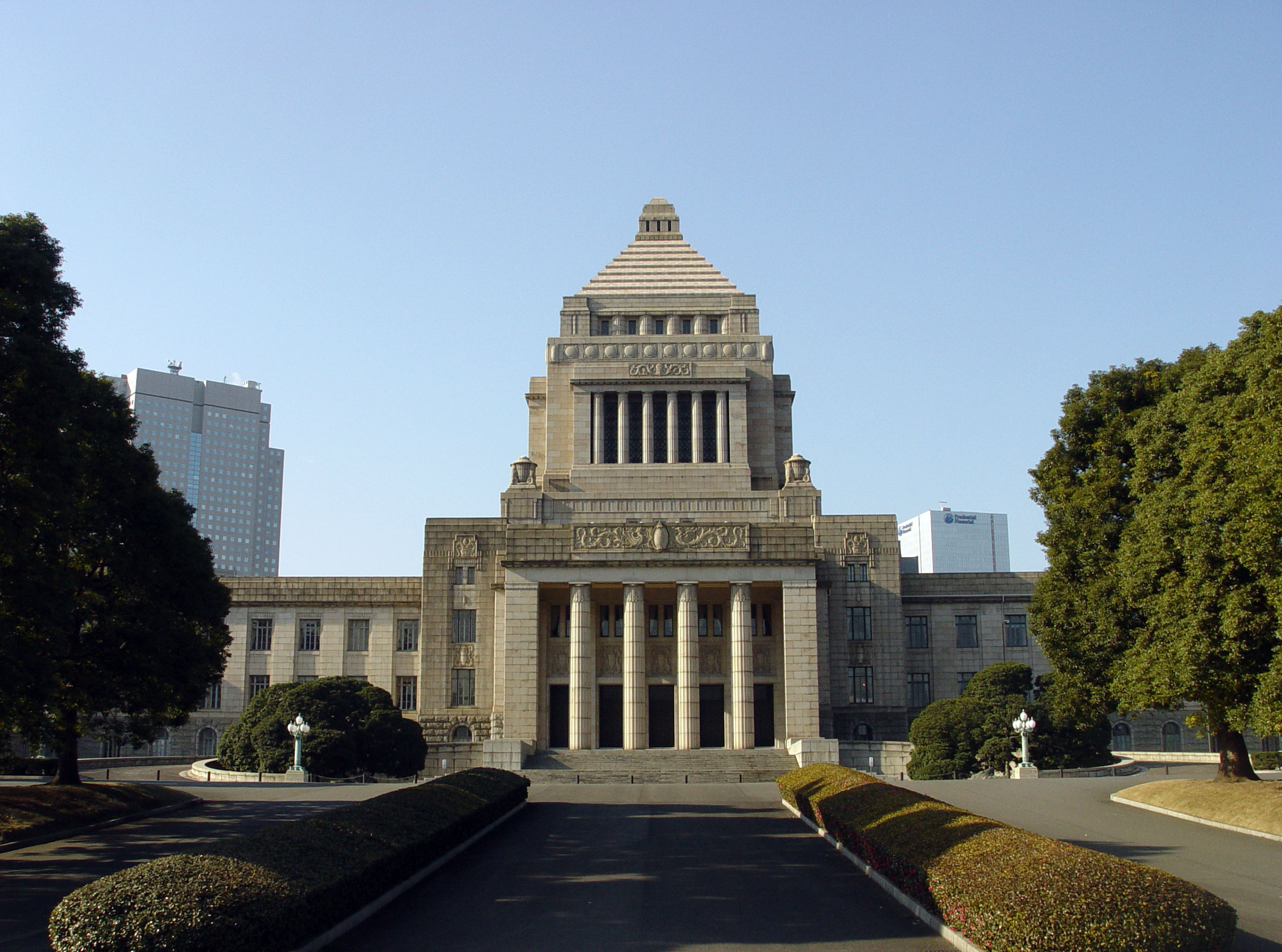
پارلمان ژاپن در ناگاتاچو

ناگاتاچو (به ژاپنی: 永田町 Nagata-chō) یکی از محله‌های توکیو پایتخت ژاپن است که در منطقهٔ چیودا واقع شده‌است.

## دسترسی
- متروی توکیو
  - خط مارونواوچی، ایستگاه کوکایگیجیدومائه M 14 و ایستگاه آکاساکامیستوکه
  - خط چیودا، ایستگاه کوکایگیجیدومائه
  - خط گینزا، ایستگاه آکاساکامیستوکه و ایستگاه تامه‌ایکه‌ساننواو
  - خط یوراکوچو، ایستگاه ناگاتاچو
  - خط هانزومون، ایستگاه ناگاتاچو
  - خط نامبوکو، ایستگاه ناگاتاچو و ایستگاه تامه‌ایکه‌ساننواو